# Футболна лига (Гърция)
Бета Етники (на гръцки: Β' Εθνική, в превод втора национална) е втората професионална футболна лига в Гърция.

## История
Началото е през 1954 като регионално първенство, отделено в две групи – Северна и Южна. Участниците са шампионите на всяка от гръцките футболни асоциации и всяка година отборите били различни. От 1960 отборите остават за постоянно, в периода 1960 до 1984 се играе в няколко групи. Настоящата система започва да се ползва през сезон 1983/84, когато се смята и за официалното основаване на Бета Етники.

## Структура
18 отбора мерят сили чрез размяна на домакинства, в общо 34 мача за всеки клуб. Накрая на сезона първите 3 класирали се отбора печелят промоция за Гръцката Суперлига, а последните 3 класирали се изпадат в Гама Етники – третото ниво на професионалния гръцки футбол.